# Рибариця (Софійська область)
Риба́риця (болг. Рибарица) — село в Софійській області Болгарії. Входить до складу общини Єтрополе.

## Населення
За даними перепису населення 2011 року у селі проживали 226 осіб, усі — болгари.
Розподіл населення за віком у 2011 році:
Динаміка населення: